# Stor neonmossa
Stor neonmossa (Barbula unguiculata) är en bladmossart som beskrevs av Hedwig 1801. Stor neonmossa ingår i släktet neonmossor, och familjen Pottiaceae. Arten är reproducerande i Sverige. Inga underarter finns listade i Catalogue of Life.

## Bildgalleri

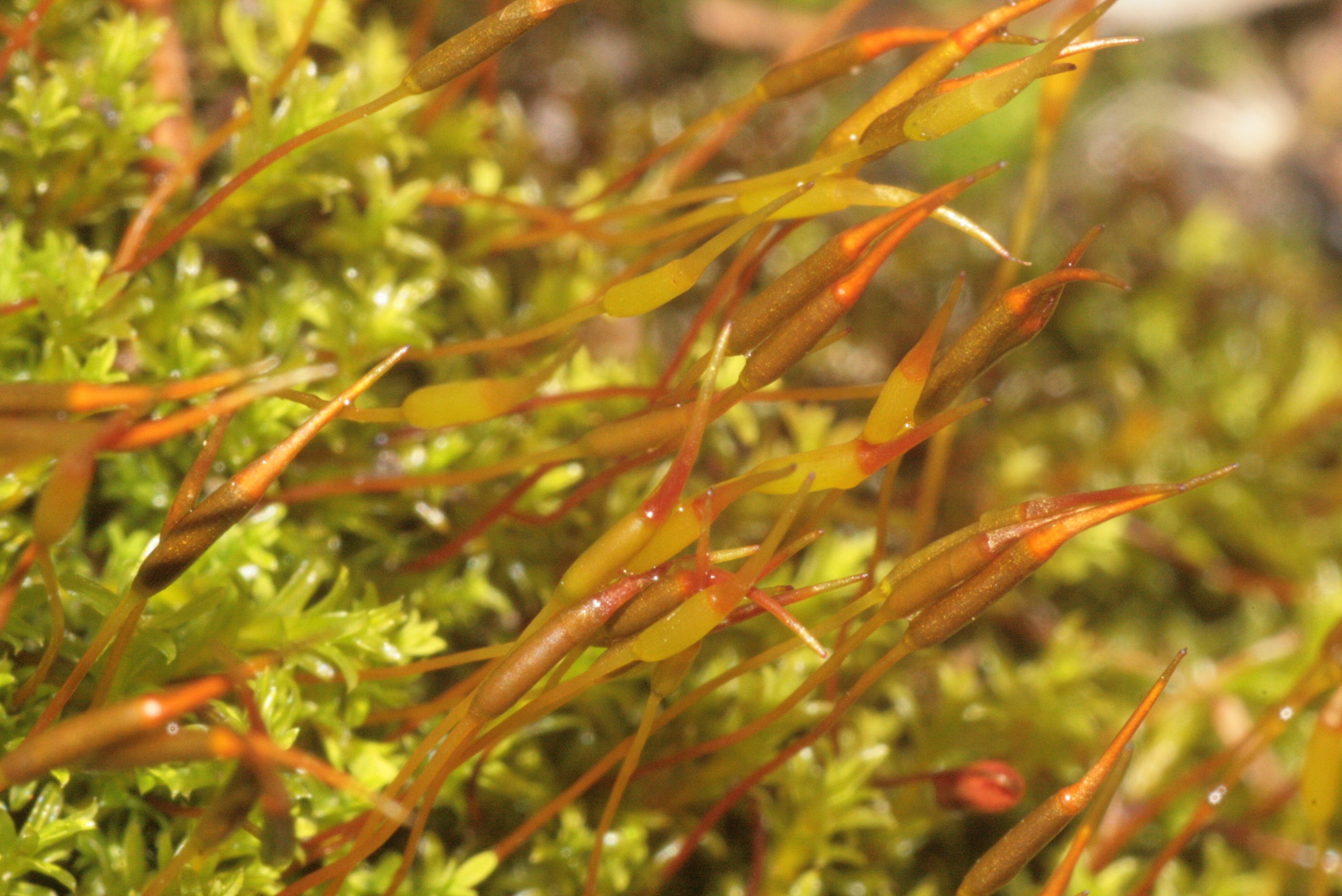
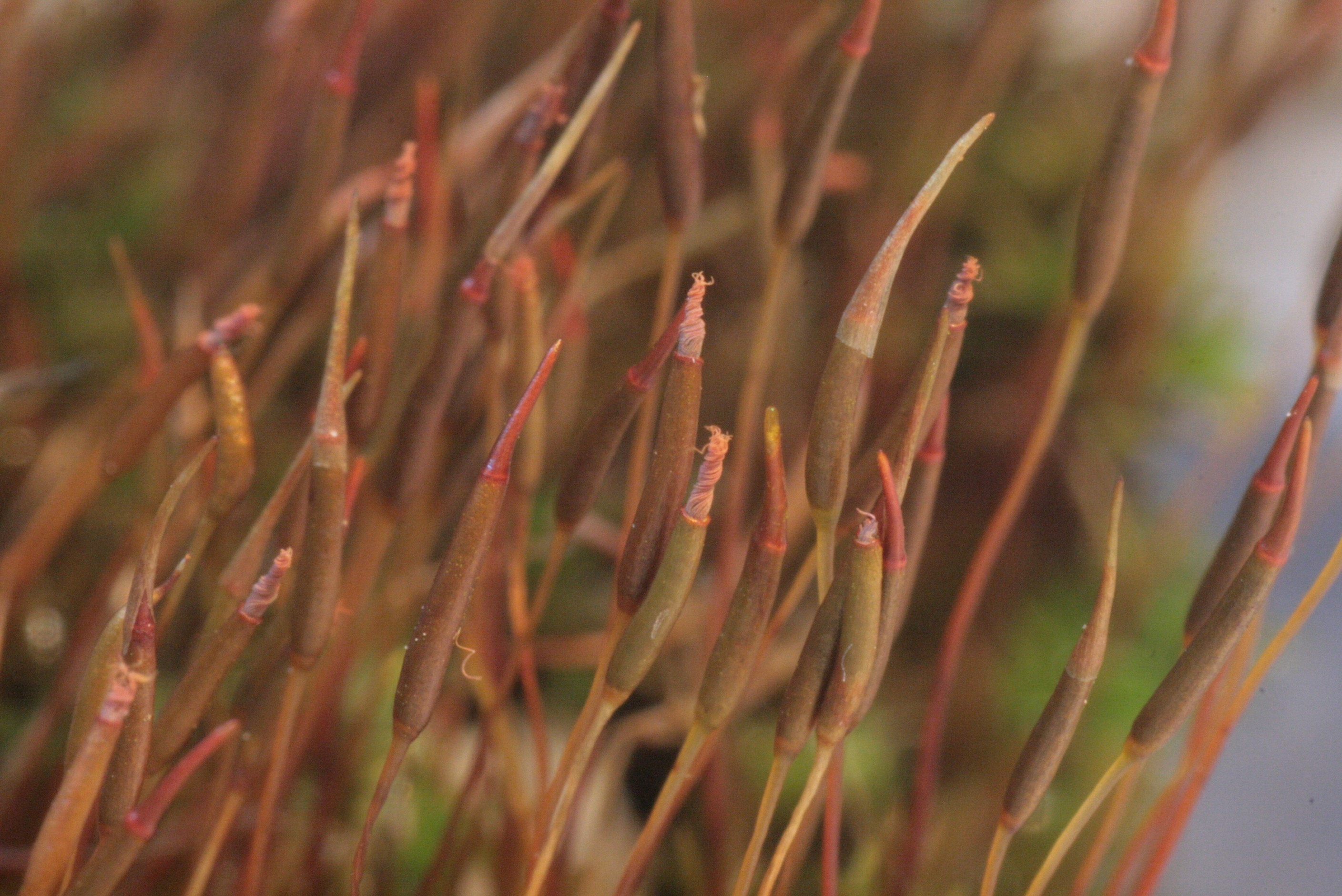
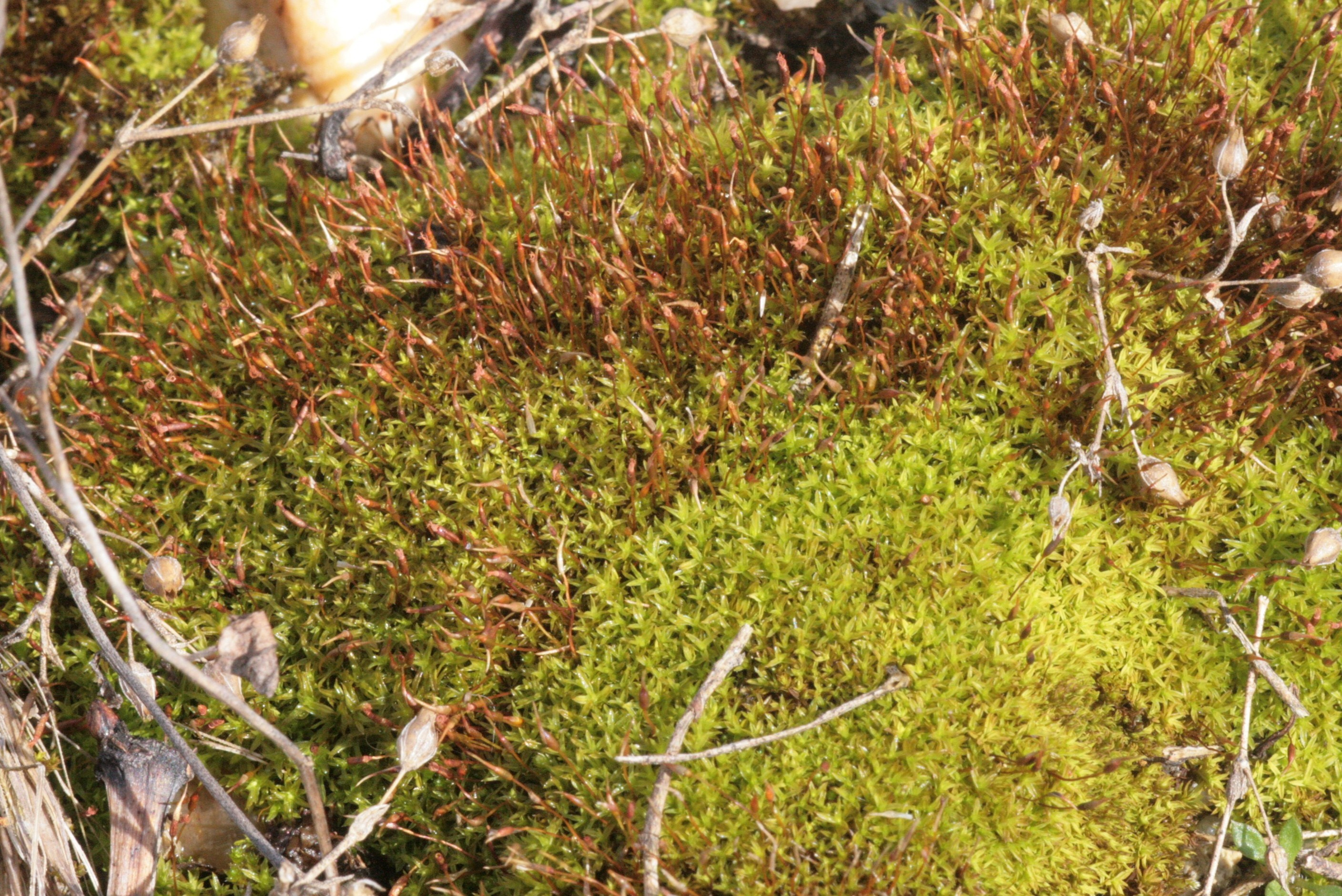
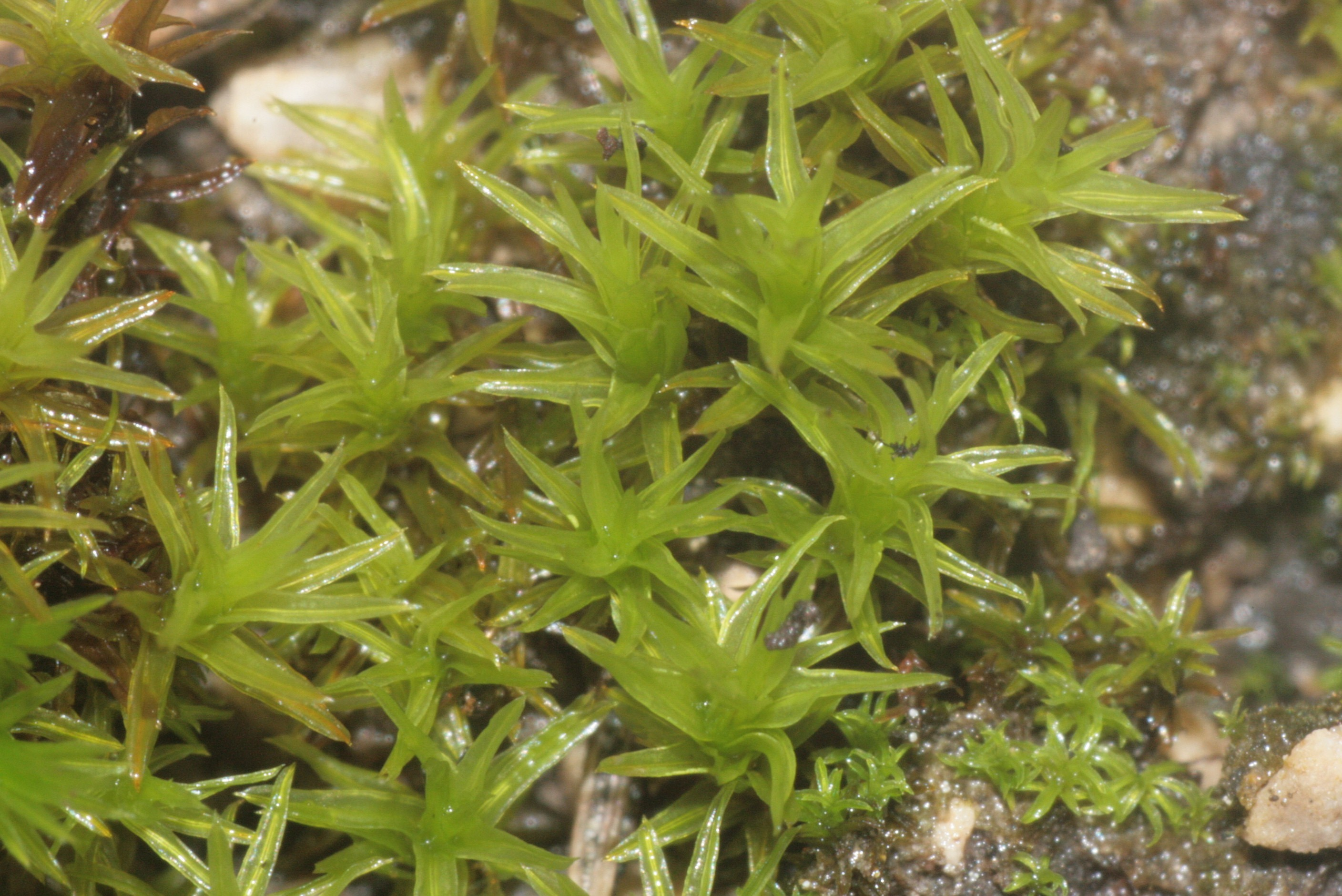
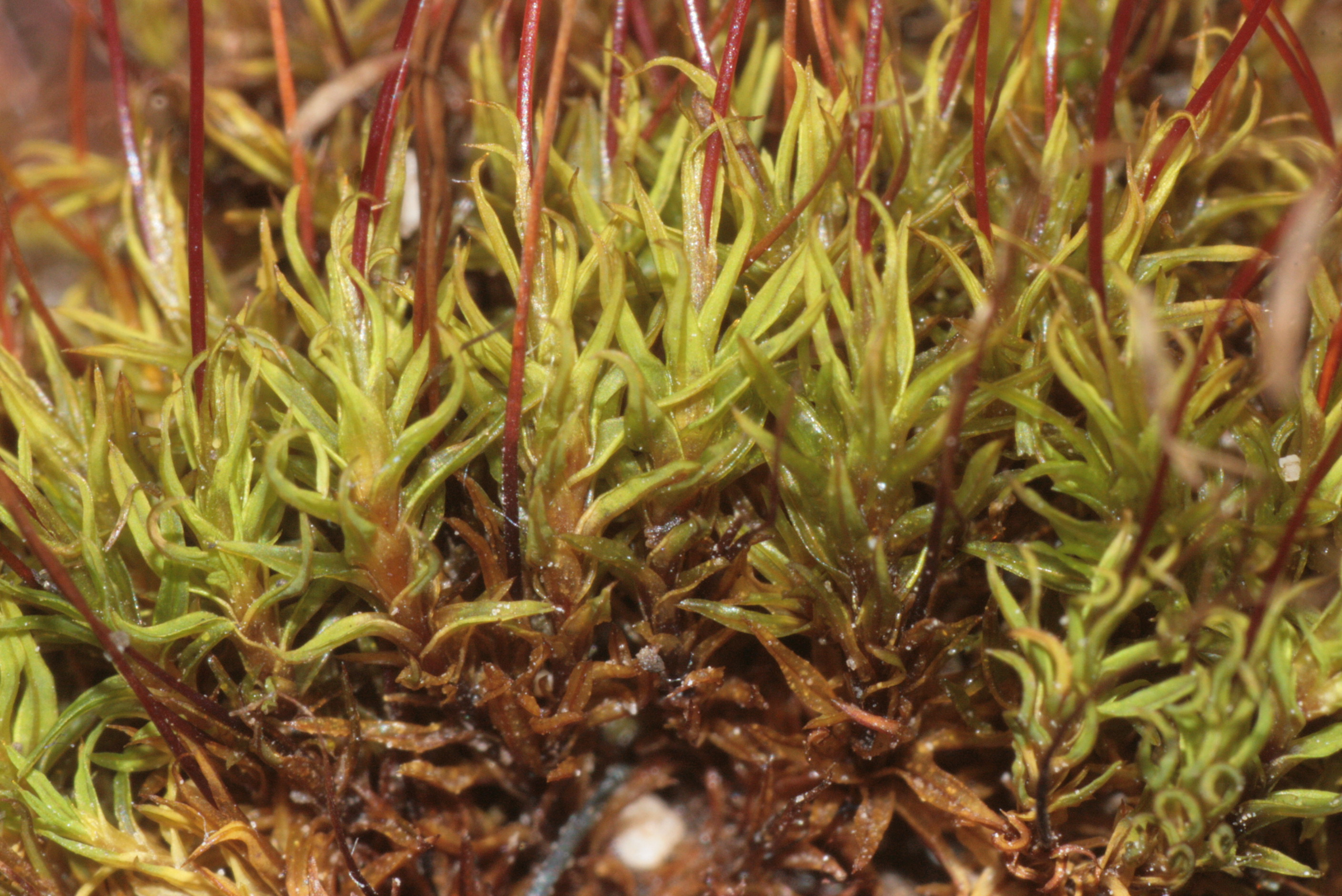
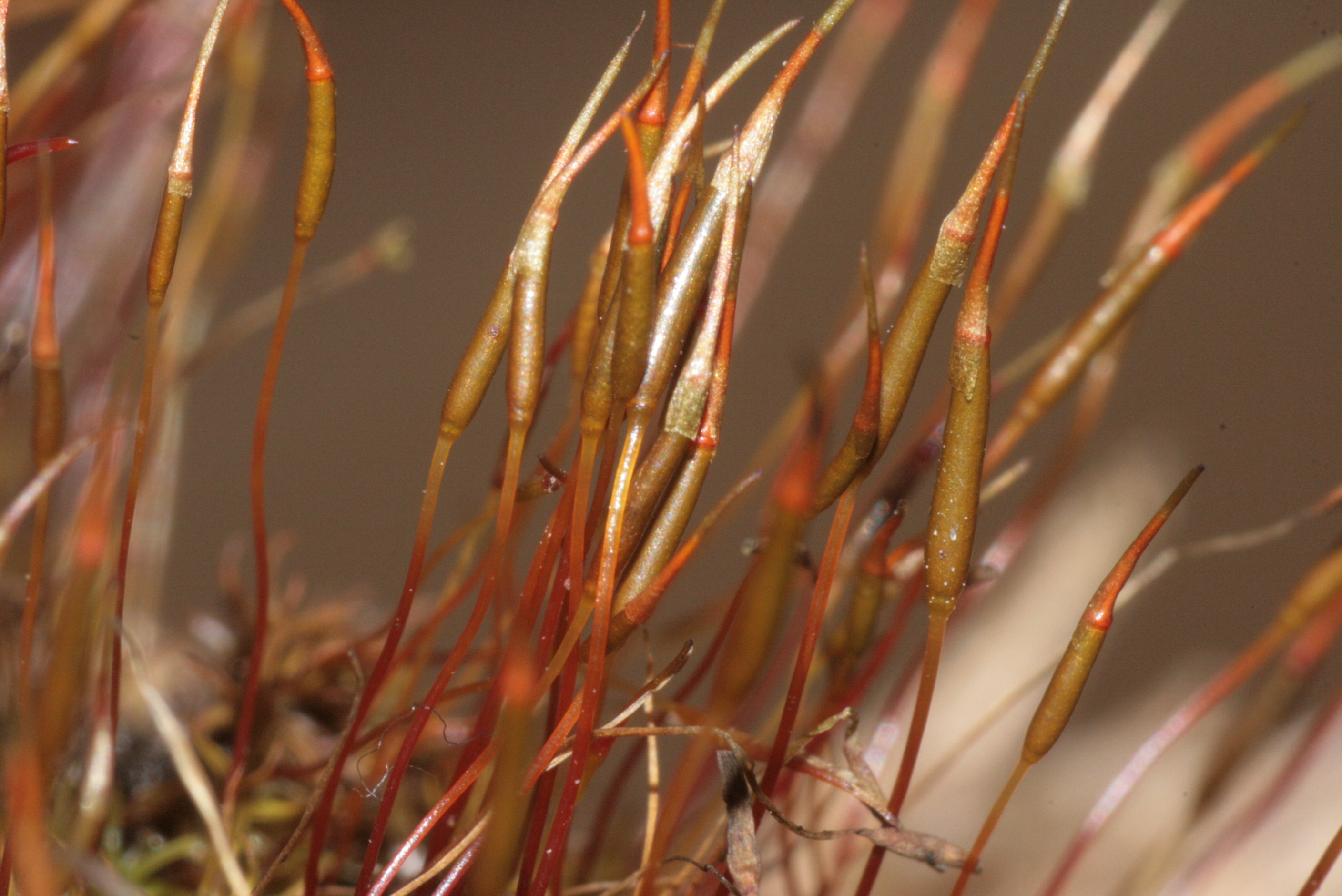